# Sint-Paschalis (Oostrum)
Sint-Paschalis is de naam van een gebouwencomplex van de Broeders van Liefde, gelegen aan Wanssumseweg 12 te Oostrum.

## Geschiedenis
De uit Gent afkomstige broeders hadden reeds in 1907 de psychiatrische kliniek Sint-Servatius te Venray gesticht. In 1934 werd de Nederlandse tak van de broeders een zelfstandige provincie, de Mariaprovincie. Aldus werd er ook een eigen noviciaat opgericht, waar de Broeders zouden worden opgeleid. Jos Bekkers ontwierp het gebouwencomplex, dat in 1938 werd ingezegend.
In het instituut, dat tot 1962 functioneerde, werden ongeveer 350 broeders opgeleid. Er kwamen echter geen novicen meer, hetgeen leidde tot sluiting van het noviciaat. Reeds eerder kwam er ruimte vrij, en vanaf 1945 werd ook een groep cliënten van het nabijgelegen Sint-Servatius in de gebouwen ondergebracht. Het complex werd vanaf 1962 gebruikt voor de opvang van verslaafden. Eind 2012 werd ook deze verslavingskliniek gesloten.

## Gebouw
Het gebouw, dat als gemeentelijk monument is geklasseerd, kenmerkt zich door gestileerde spitsbogen. De gevel boven de monumentale ingang wordt gekroond door een kruis, terwijl boven de ingang een gestileerd beeld van Sint-Paschalis is aangebracht, vervaardigd door Kees Smout. De toren werd eind 1944 door de terugtrekkende Duitsers opgeblazen en, ofschoon de herbouw voortvarend werd aangepast, kreeg de toren een afwijkend ontwerp.